# Parapurcellia
Parapurcellia is een geslacht van hooiwagens uit de familie Pettalidae.
De wetenschappelijke naam Parapurcellia is voor het eerst geldig gepubliceerd door Rosas Costa in 1950.

## Soorten
Parapurcellia omvat de volgende 11 soorten:
- Parapurcellia amatola
- Parapurcellia convexa
- Parapurcellia fissa
- Parapurcellia minuta
- Parapurcellia monticola
- Parapurcellia natalia
- Parapurcellia peregrinator
- Parapurcellia rumpiana
- Parapurcellia silvicola
- Parapurcellia staregai
- Parapurcellia transvaalica